# Herpa (modelautomerk)
Herpa is een Duitse fabrikant van modelauto's, modelvliegtuigjes en modelspoorbaan toebehoren.
De firma Herpa is opgericht in 1949 als "Hergenröther und Patente". Ze maakten van meet af aan accessoires voor de modelspoorbaan. De firma was toen nog gevestigd in de stad Beilngries ten zuidwesten van Neurenberg in Duitsland.
Herpa werd in 1965 door de firma RiWa van dipl. Ing. Fritz Wagener uit Dietenhofen overgenomen. Het volledige bedrijf werd vervolgens naar dezelfde stad overgeplaatst die ten westen van Neurenberg ligt. Heden is het daar nog altijd gevestigd.

## Producten
In 1978 presenteerde Herpa haar eerste H0 modelauto's, waar Herpa toch wel het meest bekend door geworden is. In 1981 begint men ook vrachtwagens na te maken in dezelfde H0 schaal. In 1984 maakt het haar 10 miljoenste modelauto en heeft ze het grootste productpallet.
In 1988 begint het in een nieuwe markt: Miniatuurvliegtuigen. Het blijkt een succes en men breidt ook hier het modellenprogramma verder uit.
In 1993 maakt men een serie in schaal 1:64. Modellen zijn de Opel Corsa, BMW 3-serie, Mercedes-Benz C-, E- en SLK-klasse.
In 2004 maakt men in opdracht van BMW een serie 1:18 modellen uit plastic, waar Playmobil figuren in kunnen. De modellen zijn als speelgoed bedoeld. Mercedes-Benz laat als reactie daarop ook een miniatuur maken in 1:18.
In 2007 heeft Herpa de productie van militaire en bedrijfsvoertuigen onder de naam Minitanks overgenomen van Roco.
In 2012 maakte het in opdracht van Audi een kunststof modelletje met terugtrekmotor (pullback) van de Audi A1.

## Huidige situatie
Herpa produceert en exporteert op dit moment miniatuur auto's, bedrijfsvoertuigen, vliegtuigen en tanks. Belangrijkste markt is Europa. Inmiddels is de productie van Dietenhofen naar China verplaatst. De operationele activiteiten vinden nog steeds plaats vanuit Dietenhofen.